# Martha Lía Grajales
Martha Lía Grajales (geb. in Kolumbien) ist ein venezolanische Menschenrechtlerin, Leiterin der Nichtregierungsorganisation SurGentes und Mitgründerin des Kollektivs. Sie wurde am 8. August 2025 in Caracas festgenommen und am 13. August 2025 unter Auflagen wieder freigelassen; das Ermittlungsverfahren gegen sie blieb bestehen.

## Leben
Grajales wurde in Kolumbien geboren und später in Venezuela eingebürgert. Sie ist Juristin und schloss ein Masterstudium der Menschenrechte und Demokratie ab. Sie ist Mitgründerin des Menschenrechtskollektivs SurGentes. Überdies gehörte sie zu den Gründungsmitgliedern der Kooperative Unidos San Agustín Convive. Beruflich wirkte sie u. a. in der Comisión Presidencial para el Desarme (Präsidialkommission für Entwaffnung) mit und arbeitete als Koordinatorin der Menschenrechtslehrstuhls (Cátedra de Derechos Humanos) an der Universidad Nacional Experimental de la Seguridad (UNES). Sie war zudem Mitglied der Red de Apoyo por la Justicia y la Paz (Netzwerk zur Unterstützung für Gerechtigkeit und Frieden).

## Wirken
Als Menschenrechtlerin und Organisatorin bei SurGentes und in Basisinitiativen setzt sich Grajales seit über 15 Jahren für Menschenrechte ein, darunter in chavistischen Basisorganisationen. Als Mitgründerin von Unidos San Agustín Convive setzte sie sich für gemeinschaftlich organisierte Versorgungs- und Produktionsprojekte ein – etwa die Verteilung von Lebensmitteln in Kooperation mit dem Programm Plan Pueblo a Pueblo sowie lokale Textil- und Lebensmittelinitiativen. Nach Angaben des Projekts wurden darüber hinaus agroökologische Praktiken gefördert und neue solidarische Vertriebswege zwischen Stadt und Land aufgebaut.
Im Jahr 2024/2025 unterstützte Grajales die Arbeit des „Komitees der Mütter zur Verteidigung der Wahrheit“, das sich für die Freilassung nach den Protesten in Venezuela Inhaftierter einsetzt. Am 5. August 2025 war sie bei einer Kundgebung vor dem Obersten Gerichtshof (TSJ) in Caracas zugegen, die nach Medienberichten von zivilen Gruppen gewaltsam angegriffen wurde. Am 8. August 2025 wurde sie bei einer weiteren Aktion vor der UNO-Vertretung in Caracas festgenommen. Die Generalstaatsanwaltschaft erhob gegen sie die Vorwürfe der „Anstiftung zum Hass“, der „Verschwörung mit einer ausländischen Regierung“ und der „kriminellen Vereinigung“ (asociación para delinquir). Nach Angaben der venezolanischen Nichtregierungsorganisation Provea wurde Grajales am 12. August in das Frauengefängnis Instituto Nacional de Orientación Femenina (INOF) in Los Teques (Bundesstaat Miranda) verlegt; ihr Ehemann Antonio González konnte nach vier Tagen erstmals telefonisch mit ihr sprechen. Laut SurGentes stützte sich die richterliche Anordnung maßgeblich auf einen Polizeibericht aus einem „Cyber-Patrouillen“-Besuch der eigenen Webpräsenz, der Proteste als Teil eines ausländisch gesteuerten Destabilisierungsversuchs interpretiert habe.
Am 13. August 2025 wurde Grajales unter Auflagen (Ersatzmaßnahmen für Untersuchungshaft) aus der Haft entlassen; das Verfahren wurde fortgeführt. Der Hohe Kommissar der Vereinten Nationen für Menschenrechte, Volker Türk, hatte zuvor ihre umgehende Freilassung gefordert und auf das Recht ihrer Familie und ihres Anwalts auf Auskunft über ihren Verbleib hingewiesen. Die Anklagepunkte beziehen sich u. a. auf die 2017 eingeführte Ley contra el Odio, deren weite Auslegung von internationalen Organisationen kritisiert worden ist. Im Kontext der Auseinandersetzungen nach der Präsidentschaftswahl vom 28. Juli 2024 meldeten die Behörden 28 Tote, rund 2.400 Festnahmen und etwa 2.000 spätere Freilassungen. Die von Grajales geleitete Organisation SurGentes dokumentiert Fälle mutmaßlich willkürlicher Festnahmen, Folter und Verfahren ohne rechtsstaatliche Garantien und begleitet Betroffene rechtlich und öffentlichkeitswirksam.